# آن مورغان غيلبير
آن مورغان غيلبير (بالإنجليزية: Ann Morgan Guilbert)‏ (مواليد 16 أكتوبر 1928 في منيابولس- 14 يونيو 2016)، هي ممثلة أمريكية بدأت مسيرتها الفنية عام 1958.

## أعمالها
- المربية (الدور:*Sour Grapes (film)Sour Grapes (1998))

## روابط خارجية
- آن مورغان غيلبير على موقع IMDb (الإنجليزية)
- آن مورغان غيلبير على موقع ألو سيني (الفرنسية)
- آن مورغان غيلبير على موقع أول موفي (الإنجليزية)
- آن مورغان غيلبير على موقع قاعدة بيانات برودواي على الإنترنت (الإنجليزية)
- آن مورغان غيلبير على موقع قاعدة بيانات الأفلام السويدية (السويدية)
- آن مورغان غيلبير على موقع إن إن دي بي (الإنجليزية)
- آن مورغان غيلبير على موقع قاعدة بيانات الفيلم (الإنجليزية)
- آن مورغان غيلبير على موقع كينوبويسك (الروسية)